# Fehlproduktion

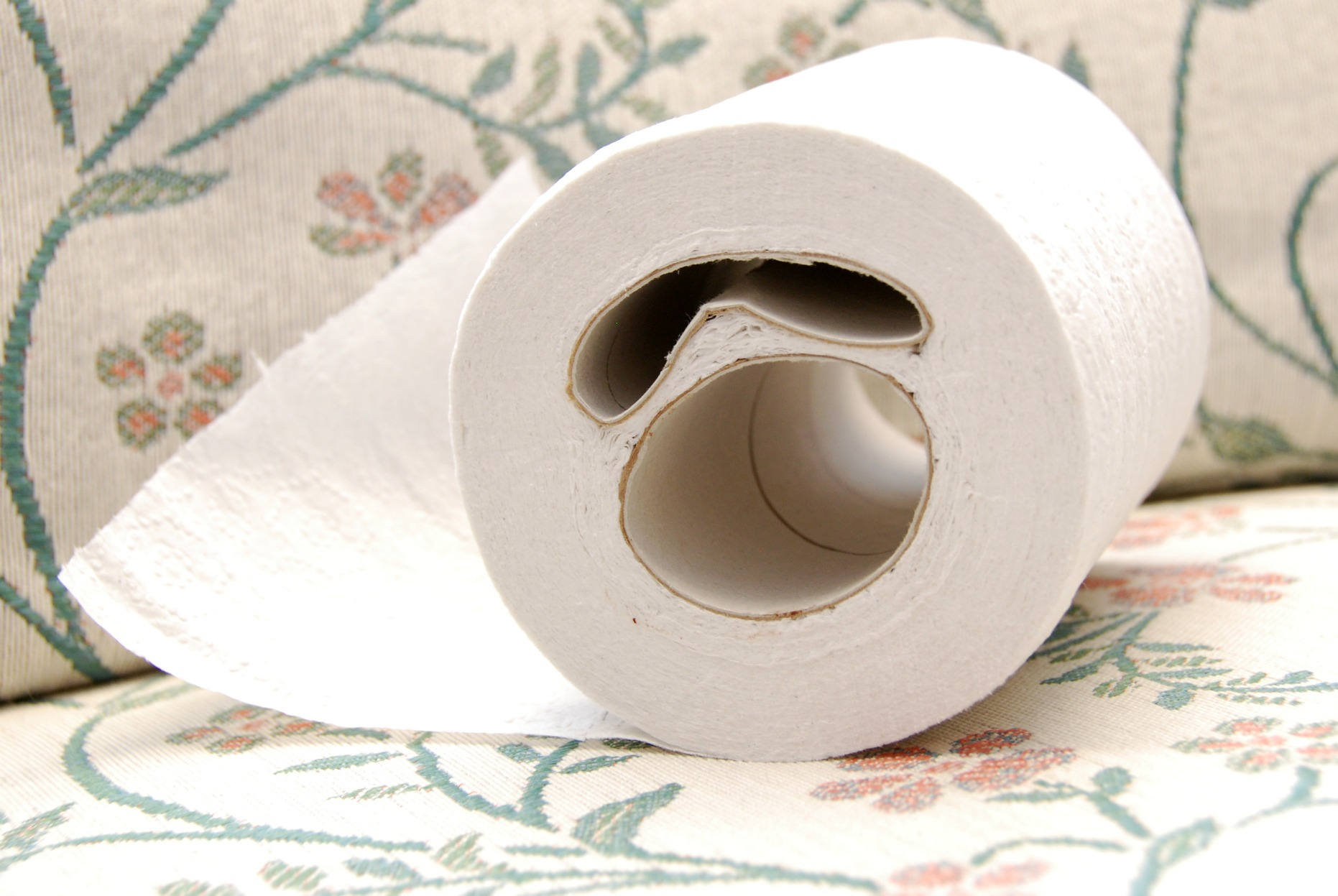
Eine Toilettenpapierrolle mit zwei Papphülsen statt der üblichen einen als Beispiel für eine Fehlproduktion

Als Fehlproduktion (auch Ausschuss) bezeichnet man in Unternehmen die im Produktionsprozess fehlerbehaftet hergestellten Endprodukte, Fertigerzeugnisse, Halbfabrikate, Zwischenprodukte, Werkstoffe, Werkstücke oder im Bauwesen die Baumängel.
Das Gegenstück zur Fehlproduktion ist die sogenannte Ausbeute – der Anteil fehlerfreier Produkte.

## Allgemeines
Fehlproduktion bedeutet eine Abweichung der tatsächlichen von der idealen Produktqualität. Es kann sich mithin erst dann um eine Fehlproduktion handeln, wenn die vorgesehene Produktqualität in der Produktion nicht erreicht wird. Für den Fehlerbegriff im Sinne der Produkthaftung genügt die objektive Geeignetheit, das Integritätsinteresse des Kunden zu schädigen. Fehlproduktion führt zu Fehlerkosten, weil auch die fehlerhaften Produkte Herstellkosten verursacht haben, obwohl sie unverkäuflich sind und deshalb keine Erlöse generieren. Diese Fehlerkosten schmälern den Gewinn. Wurden Produkte dennoch verkauft und dem Käufer fallen die Sachmängel auf, entstehen weitere Kosten durch Gewährleistung, Produzentenhaftung oder Rückrufaktionen. Neben den Kostennachteilen sind die Unternehmen durch Fehlproduktion einem hohen Reputationsrisiko ausgesetzt und erleiden einen nicht zu unterschätzenden Reputationsschaden in der Öffentlichkeit, der die Fehlerkosten weit übersteigen kann.
Den Nachteilen der Fehlproduktion kann durch Produktionsplanung und -steuerung und Qualitätskontrolle begegnet werden. Das höchste Risiko einer Fehlproduktion besteht bei neuen oder modifizierten Produkten (Produkt- und Finanzinnovationen), wenn die Produktentwicklung nicht alle Detailfragen bedacht hat, keine oder zu wenige Produkttests stattfanden und der Status der Marktreife noch nicht erreicht ist. Nach der DGQ (Deutsche Gesellschaft für Qualität) handelt es sich um ein Fehlprodukt, wenn es nicht oder nur unter Inkaufnahme von Mehrkosten oder Mindererlös verwendungsfähig ist.

## Geschichte
In der Neuzeit diente um 1900 die Qualitätskontrolle zum Aussortieren von fehlerhaften Produkten. Die Ursprünge der systematischen Qualitätskontrolle sind auf Frederick Winslow Taylor zurückzuführen, der 1911 mit seinen Grundsätzen der wissenschaftlichen Betriebsführung erstmals auch zu Themen der Fehlproduktion Stellung nahm. Henry Ford setzte 1913 in dem nach ihm benannten Fordismus diese Grundsätze um und führte unter anderem eine systematische Qualitätskontrolle ein, die Fehlproduktionen von Automobilen verhindern sollte. Die Qualitätskontrolle fand durch Endkontrollen und standardisierte Messwerkzeuge statt. Diese Endkontrolle sicherte allerdings die Qualität nicht ab, sondern stellte lediglich fest, ob sie vorhanden ist oder nicht. Ford prägte 1927 den Grundsatz: „Für ein gutes Erzeugnis ist der Markt nie übersättigt, umso rascher dagegen für ein schlechtes.“
Mit Beginn der Massenproduktion stellte sich heraus, dass eine Totalkontrolle der Produktqualität als zu aufwendig erschien, so dass eine Stichprobenkontrolle durch die von Walter A. Shewhart 1924 eingeführten Shewhart-Regelkarten und seit 1930 statistische Kontrollverfahren zum Einsatz kamen. Im Februar 1934 berichtete die sowjetische Parteikontrollkommission, dass sich nicht nur die Betriebsunfälle in Moskauer Eisenhütten häuften, sondern auch 26 Prozent bis 50 Prozent Fehlproduktion eingetreten seien. Für 1930 schätzte man den Umfang der industriellen russischen Ausschusserzeugung auf 6,6 Prozent und 1931 auf 10,1 Prozent des Bruttoproduktionswerts. Die bisherige ex-post-Kontrolle ersetzte William Edwards Deming 1935 durch Qualitätsplanung, die dem Produktionsprozess vorausgeht. Sein Demingkreis beschreibt einen drei- beziehungsweise vierphasigen Prozess der Qualitätssicherung.
Zahlreiche Rückrufaktionen insbesondere von Automobilherstellern, Pharmazeutika, Haushaltsgeräten und in der Lebensmittelindustrie zeugen von Fehlproduktionen. Einer Liste der Frankona Rückversicherung zufolge gab es innerhalb eines Jahres bei Automobilen 59 Rückholaktionen, Pharmazeutika 18, Lebensmittel 11 und sonstigen Branchen 15. Die ersten Rückrufaktionen erfolgten durch Automobilhersteller in den USA im Jahre 1903 (Packard), 1916 (Buick) oder 1924 (Maxwell). Das Reichsgericht verpflichtete 1940 bei seinen „Bremsen-Entscheidungen“ den Hersteller über das Deliktsrecht zur Beseitigung der Gefahren und verlangte, dass ein Produkt grundsätzlich verkehrssicher in den Verkehr gebracht werden muss.
Rückrufe fanden früher meist ohne besondere Öffentlichkeitsarbeit statt. So stellte sich 1966 heraus, dass zwischen 1959 und 1965 in den USA insgesamt etwa 8,7 Millionen PKW betroffen waren, von 1966 bis 1979 kam es zu 83,7 Millionen Rückrufen. Im Oktober 1982 gab es einen US-weiten Rückruf von Tylenol-Präparaten, von denen schätzungsweise 31 Millionen Flaschen im Umlauf waren. Im Jahr 1991 kam es zu 703 Fehlerbeseitigungen, die 39 Millionen Produkte betrafen.
Seit April 1997 gilt in Deutschland das Produktsicherheitsgesetz (ProdHaftG), dessen Neufassung seit Dezember 2011 in Kraft ist. Es hat zum Ziel, den Verbraucher vor unsicheren Produkten zu schützen. Zentraler Anknüpfungspunkt ist nach § 2 Nr. 5 ProdHaftG die bestimmungsgemäße Verwendung, für die ein Produkt nach den Angaben des Herstellers vorgesehen ist oder die übliche Verwendung, die sich aus der Bauart und Ausführung des Produkts ergibt. Ein Hersteller kann danach verpflichtet werden, einen Rückruf durchzuführen. Ein Produkt hat gemäß § 3 ProdHaftG einen Fehler, wenn es nicht die Sicherheit bietet, die unter Berücksichtigung aller Umstände, insbesondere seiner Darbietung, des Gebrauchs, mit dem billigerweise gerechnet werden kann und des Zeitpunkts, in dem es in den Verkehr gebracht wurde, berechtigterweise erwartet werden kann.
Nissan musste 2003 insgesamt 2,5 Millionen, Toyota 2009 rund 3,8 Millionen Fahrzeuge zurückrufen. Die an den Neuzulassungen gemessene durchschnittliche Rückrufquote belief sich im Jahre 2014 bei PKW in Deutschland auf durchschnittlich 63 Prozent, wobei Subaru mit 640 Prozent führte, gefolgt von Jaguar/Landrover (261 Prozent) und Honda (242 Prozent). Samsung rief im Oktober 2016 das Smartphone Samsung Galaxy Note 7 zurück.

## Ursachen
Fehlproduktionen haben ihre Ursache in fehlerhaften betrieblichen Umweltzuständen. Sie können aus technischer Sicht durch fehlerhaftes Prozessmanagement, im Produktionsprozess selbst durch Verunreinigungen, Anlaufprobleme, Bedienfehler, Fehlbedienungen bei Maschinen und technischen Anlagen, Fehlfunktionen oder mangelhafte Koordination entstehen. Zu unterscheiden ist zwischen systematischen Fehlern und Zufallsfehlern. Während systematische Fehler aus dem fehlerhaft konzipierten Produktionsprozess stammen, treten Zufallsfehler rein situativ auf.
Fehlproduktion ist jedoch nicht bloß ein technisches Problem, sondern ihre Ursachen können auch in mangelnder Qualifikation, mangelnder Konzentration, hohem Krankenstand oder schlechter Arbeitsmotivation des Personals liegen. Der Personalentwicklung kommt dann die Aufgabe zu, durch Qualifizierungsmaßnahmen die Kenntnisse und Fertigkeiten oder die Schlüsselqualifikation des Personals zu verbessern. Die betriebswirtschaftliche Kennzahl der Produktionsfehlerquote gibt Aufschluss über die Bedeutung der Fehlproduktion: sie drückt den Anteil der Fehlproduktion an der Gesamtproduktion in einem definierten Betrachtungszeitraum aus:
{\displaystyle {\text{Produktionsfehlerquote in }}\%={\frac {\text{Fehlproduktion}}{\text{Gesamtproduktion}}}\cdot 100\,\%}.
Je höher die Produktionsfehlerquote – die zuweilen in der Betriebswirtschaft auch als Ausschussquote bezeichnet wird – ausfällt, umso höher sind die Fehlerkosten und umso geringer ist das Angebot an fehlerfreien Produkten/Dienstleistungen in einer definierten Periode.
Um ein Beispiel aus der Praxis anzuführen, so wird etwa beim Mahlen von Getreide in Getreidemühlen mit der Produktionsfehlerquote das Verhältnis vom ausgestoßenen verschmutzten oder aus anderen Gründen nicht nutzbaren Mehls in Tonnen zum Gesamtausstoß in Tonnen innerhalb eines bestimmten Zeitraums bezeichnet. Der Faktor 100 % kommt durch die Umrechnung von Dezimalwert nach Prozent zustande.

## Vermeidung
Aufgetretene Fehlproduktionen sind als Schwachstelle zu identifizieren und zunächst einer eingehenden Fehleranalyse zu unterziehen. Deren Ergebnisse bilden die Fehlerquellen, die in technische und menschliche aufgeteilt werden. Die betriebliche Produktionssicherung hat die Aufgabe, Fehlproduktion durch Prüfpläne und regelmäßige Kontrollen zu verhindern. Ihr vorgeschaltet ist die Produktionsplanung, bei der produktionsbedingte Fehlproduktion durch systematische Arbeitsteilung im Produktionsprozess, sinnvolle Reihung der Arbeitsabläufe und Arbeitsprozesse, produktionsintegriertes Prozesscontrolling, Einhaltung der Hygienestandards und richtige Einteilung der Produktionszeiten verhindert werden kann. Der Hersteller muss auch nach Verkauf die Tauglichkeit seiner Produkte beobachten und die Akzeptanz in der massenhaften Anwendung prüfen. Behörden wie das Kraftfahrt-Bundesamt (Automobile), behördliche Lebensmittelüberwachung (Lebensmittel) oder Nichtregierungsorganisationen wie Warentest sorgen für objektive Kontrollen und Testergebnisse.